# Unione Sportiva Itala San Marco 2009-2010
Questa pagina raccoglie le informazioni riguardanti l'Unione Sportiva Itala San Marco  nelle competizioni ufficiali della stagione 2009-2010.

## Rosa
| N. |                   | Ruolo | Calciatore        |
| -- | ----------------- | ----- | ----------------- |
|    | Italia (bandiera) | C     | Simone Adani      |
|    | Italia (bandiera) | C     | Ciro Aliberti     |
|    | Italia (bandiera) | C     | Marco Benvenuto   |
|    | Italia (bandiera) | P     | Alex Brunner      |
|    | Italia (bandiera) | C     | Ivan Buonocunto   |
|    | Italia (bandiera) | C     | Alen Carli        |
|    | Italia (bandiera) | D     | Lorenzo Colavetta |
|    | Italia (bandiera) | D     | Matteo Conchione  |
|    | Italia (bandiera) | C     | Alessio Donda     |
|    | Italia (bandiera) | C     | Davide Drasceck   |
|    | Italia (bandiera) | D     | Michele Lestani   |
|    | Italia (bandiera) | P     | Sergio Marcon     |
|    | Italia (bandiera) | D     | Mattia Montina    |
|    | Italia (bandiera) | C     | Alessandro Moras  |
|    | Italia (bandiera) | C     | Emanuele Moro     |

| N. |                     | Ruolo | Calciatore          |
| -- | ------------------- | ----- | ------------------- |
|    | Italia (bandiera)   | C     | Alessandro Paolucci |
|    | Brasile (bandiera)  | A     | Neto Pereira        |
|    | Italia (bandiera)   | A     | Andrea Peron        |
|    | Italia (bandiera)   | A     | Fabrizio Petris     |
|    | Italia (bandiera)   | C     | Alessandro Piovesan |
|    | Italia (bandiera)   | D     | Luca Piscopo        |
|    | Italia (bandiera)   | D     | Emanuele Poliddi    |
|    | Italia (bandiera)   | A     | Lorenzo Puddu       |
|    | Italia (bandiera)   | D     | Riccardo Rizza      |
|    | Italia (bandiera)   | A     | Marco Roveretto     |
|    | Italia (bandiera)   | P     | Omar Tusini         |
|    | Italia (bandiera)   | C     | Michele Vicario     |
|    | Italia (bandiera)   | D     | Daniele Visintin    |
|    | Italia (bandiera)   | C     | Giovanni Vriz       |
|    | Slovenia (bandiera) | A     | Emil Zubin          |